# 1711 az irodalomban
Az 1711. év az irodalomban.

## Események
- Angliában Joseph Addison és Richard Steele szerkesztésében irodalmi és politikai lap indul The Spectator címmel (1714-ig áll fenn).

## Új művek

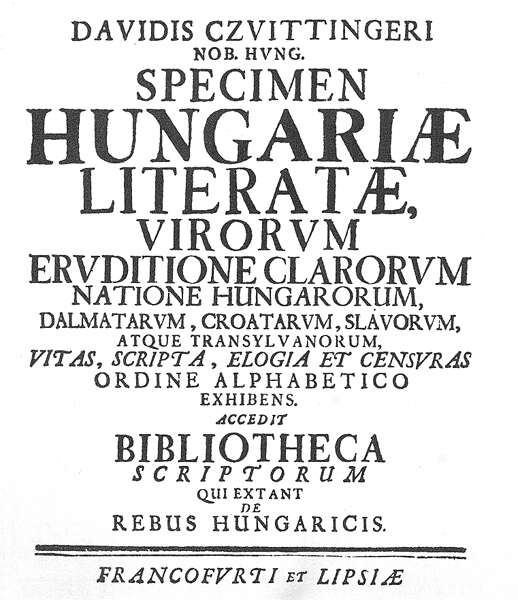
Czvittinger Dávid írói lexikonjának címlapja

- Czvittinger Dávid: Specimen Hungariae Literatae (Kísérlet a magyar tudományosság összefoglalására), az első – még latin nyelvű – hazai írói lexikon.
- Alexander Pope költeménye: An Essay on Criticism (Értekezés a kritikáról).
- Csikamacu Monzaemon japán drámaíró, bunraku- és kabukiszerző darabja: Meido no hikjaku (A pokol futára).

## Születések
- április 26. – David Hume skót filozófus, történész, esszé-író; a skót felvilágosodás egyik legfontosabb alakja († 1776)
- május 31. – Johann Heinrich Samuel Formey francia nyelvű német író, filozófus, teológus († 1797)
- november 19. – Mihail Vasziljevics Lomonoszov orosz fizikus, kémikus, író, költő; nyelvészeti és poétikai munkássága is jelentős († 1765)

## Halálozások
- március 13. – Nicolas Boileau francia költő, esztéta, kritikus (* 1636)
- 1711 – Mary Rowlandson amerikai nő, akinek indián „fogságbeszámolója” nevezetes (* 1637 körül)